# Antonio Angelucci

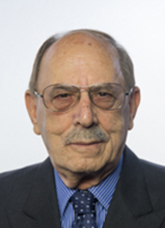
Antonio Angelucci in 2018

Antonio ("Tonino") Angelucci (Sante Marie (AQ), 16 april 1944) is een Italiaans ondernemer en sinds april 2008 Kamerlid namens de partij Volk van de Vrijheid. 

## Biografie

### Zakelijke loopbaan
Angelucci begon zijn carrière als brancardier in een Romeins ziekenhuis, waar hij actief was als vakbondsafgevaardigde voor de CISL. Dankzij zijn zakelijke successen bouwde hij een imperium op in het ziekenhuiswezen en de journalistiek. 
Anno 2013 beschikt Tosinvest, de holding die hij samen met zijn zoon Giampaolo beheert, over een dicht netwerk van ziekenhuizen en zorginstellingen, verspreid over heel Italië, in het bijzonder in de regio's Lazio en Puglia. Tosinvest is ook actief in de sector van de uitgeverij: de holding bezit de centrumrechtse krant Libero. In het verleden had Tosinvest ook het links-liberale dagblad Il Riformista in handen en eerder nog een participatie in het communistische L'Unità.

### Politieke loopbaan
Bij de Italiaanse parlementsverkiezingen van 2008 was Angelucci kandidaat-Kamerlid voor de partij Volk van de Vrijheid in de vierde kieskring (Lombardia 2), waar hij ook verkozen werd.